# Колобов, Николай Романович
Николай Романович Колобов (1907 — 1999) — советский работник транспортной отрасли, начальник станции Рыбное Московско-Рязанской железной дороги, Герой Социалистического Труда.

## Биография
Родился в 25 июля 1907 году в городе Пензе, в семье железнодорожника. После окончания Пензенского железнодорожного училища обучался в Ленинградском техникуме путей сообщения. В 1934 году окончил Ленинградский институт инженеров железнодорожного транспорта по специальности «Эксплуатация железных дорог». Вернулся в родной город, работал инженером, начальником технической части, заместителем начальника станции Пенза-1.
В 1938 году назначен начальником крупной сортировочной станции Рыбное Ленинской железной дороги. Станция находилась на главной линии дороги, являлась основной по переработке потока, идущего с юга и востока на север. В 1939 году за выдающиеся успехи в деле подъёма железнодорожного транспорта Колобов награждён орденом Ленина.
Великую Отечественную войну встретил здесь же и оставлася на посту в самые трудные военные годы. В самый трудный для страны 1941 год, когда вражеские полчища подходили к Москве, Ленинская железная дорога стал одной из основным направлением для перевозки войск к столице Особенно чёткая и сложная работа требовалась от сортировочных станций.
Начальник станции Рыбное Н. Р. Колобов организовал работу так, что транзитные поезда, идущие в Москву, несмотря на непрерывные бомбардировки вражеской авиации, переформировывались за 15-18 минут. Вместе с диспетчерами Московского и Рязанского отделений Н. Р. Колобов практиковал, когда это было необходимо, одностороннее движение и пропуск поездов пачками, одного за другим, на расстоянии видимости хвостовых сигналов. Это была «живая» блокировка. Так, станция Рыбное отправляла до 60 поездов в сутки. На станции формировались и тяжеловесные поезда, превышающие установленный вес на 700 тонн. Такие поезда пропускались по зелёной улице.
Станция, находившаяся в 15-18 километрах от линии фронта, часто подвергалась обстрелам и бомбардировкам с воздуха, но её коллектив вместе со смежниками — путейцами, вагонниками, связистами, локомотивщиками — быстро ликвидировал последствия налётов и восстанавливал движение поездов. Так, 2 ноября 1941 года во время выгрузки воинских частей и вооружения вражеские бомбардировщики сбросили на станцию более 40 бомб. Горели вагоны, цистерны с горючим, гибли люди. Рабочие бежали в укрытие, залегали в кюветах, скрывались в кустах. А самолёты снова и снова заходили на боевой курс. После окончания бомбёжки надо было растаскивать составы, маневрировать паровозами, а главное — воодушевлять людей на нелёгкую работу. Колобов бросается к горящим вагонам, сам расцепляет их, отдаёт приказания работникам станции. В критических ситуациях в любое время суток личным примером он вдохновлял подчинённых.
Для повышения пропускной способности станции часть поездов пропускались без остановки. Их техническое состояние проверялось поездными бригадами на остановках в пути следования.

Памятник на могиле Николая Колобова

Указом Президиума Верховного Совета СССР от 5 ноября 1943 года «за особые заслуги в обеспечении перевозок для фронта и народного хозяйства и выдающиеся достижения в восстановлении железнодорожного хозяйства в трудных условиях военного времени» Колобову Николаю Романовичу присвоено звание Героя Социалистического Труда с вручением ордена Ленина и Золотой медали «Серп и Молот».
В 1944 году был переведен начальником на сортировочную станцию Кочетовка. Приказом по НКПС 14 августа того же года ему было присвоено очередное звание директора-полковника службы движения.
В ноябре 1946 года приказом Министра путей сообщения назначен начальником Моршанского отделения Московско-Рязанской железной дороги, в этой должности проработал до ликвидации отделения в 1958 году. Более полугода работал заместителем начальника Мичуринского отделения. Однако подорванное в годы войны здоровье сказывалось на дальнейшей его судьбе. В 1958 году его переводят на работу ревизором по безопасности движения Тамбовского отделения, а в 1960 году — на ту же должность в Пензенское отделение Куйбышевской железной дороги, где он закончил свою трудовую деятельность в 1974 году.
Избирался депутатом Верховного Совета РСФСР, депутатом областного и городского Советов, был делегатом XIX съезда КПСС.
Почетный гражданин города Пензы (1987).
Жил в городе Пензе. Скончался 13 сентября 1999 года.
Похоронен на Аллее славы Новозападного кладбища г. Пензы.
Награждён двумя орденам Ленина, орденом Трудового Красного знамени, медалями; удостоен двух знаков «Почётному железнодорожнику».